# حسین‌آباد (رشتخوار)
حسین‌آباد رشتخوار، روستایی از توابع بخش مرکزی شهرستان رشتخوار در استان خراسان رضوی ایران است.

## جمعیت
این روستا در دهستان رشتخوار قرار دارد و براساس سرشماری مرکز آمار ایران در سال ۱۳۸۵، جمعیت آن ۶۶۲ نفر (۱۵۱خانوار) بوده‌است.